# Grand Prix automobile du Roussillon
Le Grand Prix automobile du Roussillon était une course automobile qui se courait dans la ville française de Perpignan sur le circuit des Platanes, un tracé urbain long de 2 520 mètres. Il fallait boucler de 60 à 100 tours.
Le circuit des Platanes a été utilisé à quatre reprises en 1946, 1947, 1948 et 1949. Il empruntait notamment une partie du boulevard Wilson,.

## Palmarès
| Année | Vainqueur           | Écurie        | Circuit              | Résultats |
| ----- | ------------------- | ------------- | -------------------- | --------- |
| 1946  | Jean-Pierre Wimille | Alfa Romeo    | Circuit des Platanes | Résultats |
| 1947  | Eugène Chaboud      | Talbot-Lago   | Circuit des Platanes | Résultats |
| 1948  | Maurice Trintignant | Simca-Gordini | Circuit des Platanes | Résultats |
| 1949  | Juan Manuel Fangio  | Maserati      | Circuit des Platanes | Résultats |

## Autres circuits automobiles historiques
- Circuit du lac d'Aix les Bains
- Circuit des Nations Genève (CH)
- Circuit automobile de Comminges à Saint Gaudens
- Circuit automobile des remparts d'Angoulême
- Circuit automobile d'Albi (Les Planques)
- Circuit automobile de Cadours
- Circuit de Chimay (B)
- Circuits de Nîmes